# Florian Porcius
Florian Porcius (n. 28 august 1816, Rodna,  Districtul Năsăud - d. 30 mai 1906, Rodna, Comitatul Bistrița-Năsăud) a fost un botanist român, membru titular al Academiei Române.
Descendent dintr-o familie de țărani săraci (Șteopan), a fost crescut de bunicul său, preotul greco-catolic Gherasim Porcu (latinizat Porcius), al cărui nume l-a moștenit prin adopțiune. A urmat (1827- 1831) cursurile Școlii militare normale cu limba de predare germană din Năsăud, apoi liceele din Blaj și Cluj. În 1836 era învățător în Rodna-Veche. În anul 1844 obține o bursă de la fondul grăniceresc pentru a studia la Institutul pedagogic din Viena, timp de 2 ani. 
În anul 1848 a fost primit în audiență pentru apărarea drepturilor națiunii române din Transilvania de către împăratul Ferdinand I al Austriei, fapt ce i-a atras arestarea și deportarea la Cluj, pe timp de un an, din partea autorităților revoluționare maghiare. 
A ocupat diverse posturi administrative la Reteag, Beclean, Săliște, Rodna și Năsăud, ajungând, în 1867 subprefect (vice-căpitan) al districtului Năsăud. În 1877 s-a pensionat din calitatea de președinte la „Sedria orfanală” a comitatului Bistrița-Năsăud, înființată încă din 1867. 
Începând cu anul 1882 a fost membru al Academiei Române.
În a doua jumătate a secolului al XIX-lea și-a petrecut verile alături de botanistul Antal Czetz⁠(hu)[traduceți], cei doi realizând împreună prima catalogare a florei din zona Rodnei. Porcius a fost unul dintre cei mai de seamă creatori ai terminologiei botanice românești. A colaborat de asemenea cu Dimitrie Brândză la Flora Dobrogei, revenindu-i precizarea nomenclaturii și a sinonimelor, alcătuirea cheilor de determinare și scrierea diagnozelor. În Biblioteca Academiei Române se află manuscrisul (B.A.R nr. 3281) intitulat Explicarea termenilor botanici, care se folosesc în opurile botanice la descrierea plantelor fanerogame și criptogame vasculare. Cu îndrumările și anexele necesare pentru determinarea genurilor și familiilor naturale care provin din Europa medie, manuscris de o deosebită importanță pentru crearea terminologiei botanice românești. A descris o serie de specii noi: Heracleum carpaticum, Centaurea carpatica, Pulmonaria dacica, ș.a., iar altele îi poartă numele: Festuca porcii, Sassurea porcii.
A primit Medalia „Bene Merenti” (aprilie 1905).

## Opere publicate
- Enumeratio plantarum phaneroga-micarum districtus quondam Naszodensis (1868), iar în 1881 a apărut în versiune românească;
- Diagnozele plantelor cryptogame vasculare, care provin spontaneu în Transilvania (1881);
- Diagnozele plantelor fanerogame și cryptogame vasculare care cresc spontaneu în Transilvania și nu sunt descrise în opul lui Koch: Synopsis Florae Germanicae et Helveticae (1893).

## Lucrări de referință
- Alexandru Borza - Nomenclatura Plantelor în opera lui Florian Porcius, în "Natura", 10, nr. 1 (1958) și "St. cerc. biol.", Cluj, 7, nr. 1- 4 (1956);
- Alexandru Borza, V. Lupșa - Florian Porcius și terminologia botanică, în "Natura", 18, nr. 6 (1966);
- E. Ghișa - Florian Porcius explorator al florei din nord-vestul Transilvaniei" Comunicare bot." (1971);
- I. Morariu - Noi contribuții despre activitatea botanistului Florian Porcius (1816-1906), în "St. comunic. Biol veg. Muz. St. nat." Bacău, 9-10 (1976-1977);
- Emil Pop - Figuri de botaniști români (1967);
- Iuliu Prodan - Florian Porcius (1816-1906), în "Rev. șt. V. Adamachi", 9, nr. 2 (1923).

## Galerie de imagini

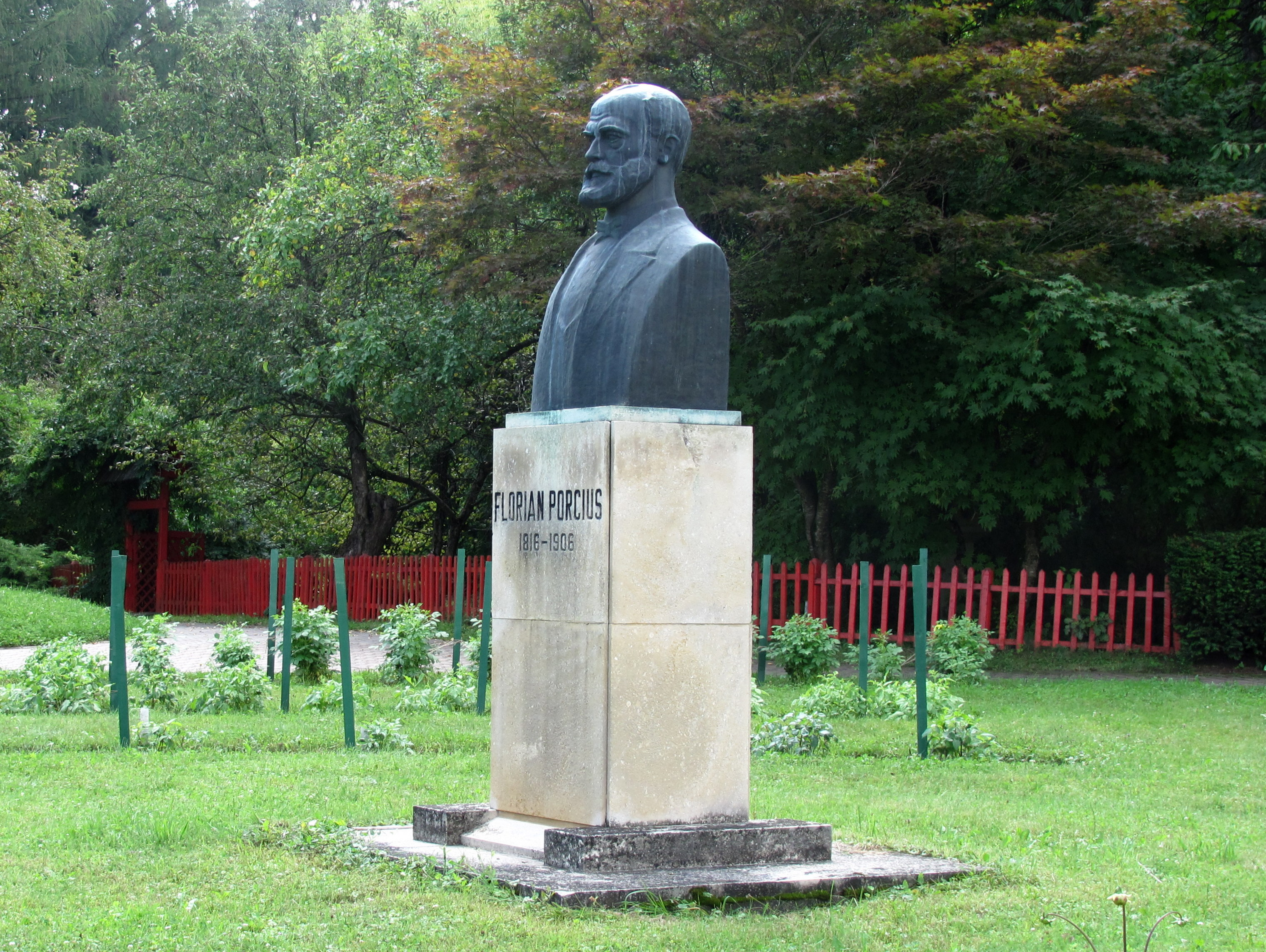
Bustul lui Florian Porcius din Grădina Botanică "Alexandru Borza" din Cluj-Napoca
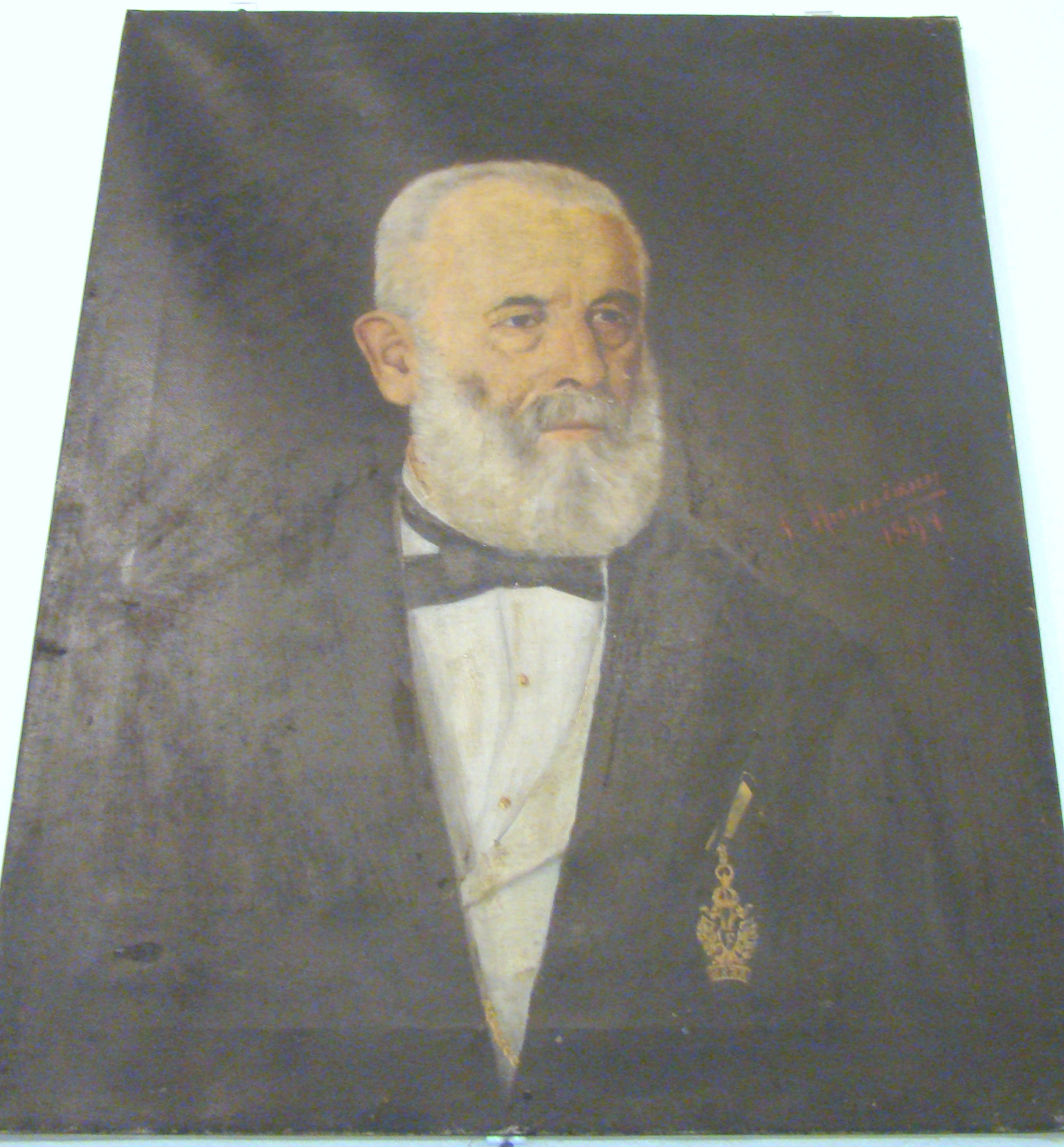
Pictură de epocă